# Кундизди (рудник)
Кундизди (рудник) – гірничодобувне підприємство у Актобінській області Казахстану, створене для розробки однойменного мідно-цинкового родовища.
Родовище виявили ще у 1983 році, але видобуток стартував лише в 2020-му. Розробка ведеться відкритим способом, при цьому потужність кар’єру становить 2 млн тон руди на рік, а його максимальна глибина має скласти 360 метрів. Строк роботи кар’єра запланований як 19 років.
Запаси руди родовища Кундизди оцінюються у 23 млн тон, які містять 372 тисяч тон міді та 379 тисяч тон цинку. Річна потужність рудника становить 1,5 млн тон, при цьому планується отримувати 15 тисяч тон міді та 52 тисячі тон цинку.
Продукція рудника відправляється на Коктауську збагачувальну фабрику для отримання мідного та цинкового концентрату. Руда транспортується самоскидами до облаштованого за 55 км від родовища пункту перевантаження у залізничні вагон, при цьому в межах проекту проклали нову ділянку залізниці довжиною 19 км, спорудили 10 км залізничної колії для відстою вагонів  та придбали 270 думпкарів.
Рудник належить "Русской медной компания", яка діє через ТОВ «Казгеоруд».